# Alfahulp
Een alfahulp (ook wel: alphahulp) is iemand die in Nederland ingezet wordt voor het verlenen van huishoudelijke hulp.
Zo wordt voorkomen dat bijvoorbeeld langdurig zieken of ouderen die niet alles zelf meer kunnen in een verzorgings- of verpleeghuis moeten gaan wonen. Alfahulpen kunnen dus ook bij jongere, mobiel beperkte mensen ingezet worden. Voorwaarde is dat cliënten verstandelijk in staat zijn de werkgeversrol te vervullen én in de vakantie (theoretisch) vier weken zonder zorg kunnen.

## Inhoud dienstverband
Alfahulpen zijn niet in loondienst bij de thuiszorginstelling, maar zijn in loondienst werkzaam voor de patiënt/cliënt zelf. Het dienstverband valt onder de regeling dienstverlening aan huis en moet daarom ook aan de voorwaarden van die regeling voldoen. Dit betekent onder andere dat er niet meer dan drie dagen per week bij dezelfde cliënt gewerkt mag worden. Omdat de cliënt geen premies af hoeft te dragen zijn alfahulpen niet verzekerd zoals gewone werknemers en niet verzekerd voor arbeidsongeschiktheid. Een alfahulp betaalt zelf (sinds 2006) een inkomensafhankelijke bijdrage in het kader van de zorgverzekeringswet over zijn of (meestal) haar inkomsten. Daarnaast betaalt de alphahulp gewoon, net als iedereen, belasting. De inkomsten dienen te worden opgegeven als resultaat uit overige werkzaamheden.
Na de invoering van de Wet maatschappelijke ondersteuning (Wmo) op 1 januari 2007 dreigden veel medewerkers van thuiszorgorganisaties hun baan te verliezen om vervolgens weer als alfahulp aan het werk te moeten bij dezelfde cliënt. De tarieven voor de hulp waren dermate laag dat de meeste organisaties voor dat werk geen mensen in loondienst meer konden inzetten.

## Wetten en regelingen

### Wetswijziging Wmo
Op 15 februari 2008 werd door Jet Bussemaker, toenmalig staatssecretaris van Volksgezondheid, Welzijn en Sport, een wetswijziging aangekondigd van de Wmo, waarmee werd uitgesloten dat een zorgaanbieder huishoudelijke hulp in natura via een alfahulp levert. Bij het ingaan van de wetswijziging moeten gemeenten naast de mogelijkheden van een persoonsgebonden budget (PGB) en van zorg in natura (meestal geleverd door thuiszorgorganisaties), ook de mogelijkheid van een financiële vergoeding aanbieden. Met die vergoeding kan een cliënt zelf huishoudelijke hulp inhuren die valt onder artikel 5 van de Wet op de loonbelasting 1964 en de Regeling dienstverlening aan huis (alfahulp).  Dat mag alleen als de cliënt duidelijk te kennen heeft gegeven goed op de hoogte te zijn met de mogelijke gevolgen van het werkgeverschap. Met name wordt dan gedoeld op de mogelijke consequenties bij ziekte (zes weken doorbetaling bij ziekte) of bij een ongeval tijdens werktijd (werkgeversaansprakelijkheid).
De wetswijziging is op 23 juni 2009 door de Eerste Kamer aangenomen en trad per 1 januari 2010 in werking.

### Rechten van een alfahulp
Hoewel alfahulpen afzien van bepaalde rechten (recht op ziektewetuitkering en recht op ww) houden ze wel de rechten zoals die in het Burgerlijk Wetboek boek 7 Titel 10 staan beschreven. In de praktijk blijken zelfs deze rechten door zorgaanbieders en bemiddelingsbureaus maar al te vaak niet te worden nageleefd. In 2009 is daarom door een alfahulp met ondersteuning van Stichting Alphatrots, Vereniging Vrouw en Recht en Stichting Proefprocessenfonds Clara Wichmann een rechtszaak begonnen tegen een thuiszorginstelling. De alfahulp in kwestie was door een gebroken pols 6 weken lang niet in staat geweest om te werken. De thuiszorginstelling, die de kassiersfunctie uitoefende weigerde de wettelijke verplichting tot 6 weken doorbetaling na te komen onder verwijzing naar het formele werkgeverschap van de cliënt. De rechtbank van Harderwijk heeft de alfahulp in het gelijk gesteld. De thuiszorginstelling had in haar rol als kassier de wettelijk verplichte doorbetaling voor haar rekening moeten nemen. De daarmee gemoeid gaande kosten had de instelling gewoon bij de gemeente kunnen declareren. De alfahulp heeft naast de 6 weken achterstallig salaris ook de maximale vergoeding toegekend gekregen voor het niet tijdig betalen van salaris door de thuiszorginstelling.

### Huishoudelijke Hulp Toelage
Voor 2015 is voorzien in een Huishoudelijke Hulp Toelage (HHT). Hiermee wordt beoogd ten minste 19.000 huishoudelijke hulpen – op basis van een dienstverband van 16 uur per week - langer hun baan te laten behouden. De HHT levert ook een bijdrage aan het bestrijden van oneigenlijke alfahulpconstructies. In de praktijk echter is het effect van de HHT-regeling erg gering geweest. De regeling werd als te ingewikkeld ervaren. Ook waren de door VWS opgelegde beperkingen voor het inzetten van HHT middelen strijdig met de Financiële verhoudingswet. De centrale overheid mag namelijk geen eenzijdige beperkingen opleggen aan de besteding van decentralisatie uitkeringen. De Algemene Rekenkamer heeft de regering op deze strijdigheid gewezen. Mede om die reden heeft de regering de beperkingen voor het besteden van HHT middelen opgeheven.